# Karel Bernard Tesař
Karel Bernard Tesař (Loděnice, Midden-Bohemen, 11 augustus 1932 - mei 2004) was een Tsjechisch componist, dirigent en trombonist.

## Biografie
Tesař studeerde aan het Státní konservatori hudby v Praze in Praag. Hij werd in 1954 lid van verschillende militaire orkesten in het toenmalige Tsjechoslowakije. In 1958 werd hij muziekleraar in Praag. Van 1968 tot 1980 werkte hij bij de platenmaatschappij Supraphon. In 1980 werd hij directeur van de muziekschool in Beroun in  Midden-Bohemen. Vanaf de jaren negentig tot zijn overlijden in 2004 was hij dirigent van het Grote dansorkest Václav Zelinka. 
Als componist schreef hij vooral voor harmonieorkesten.

## Composities

### Werken voor harmonieorkest
- Jak žít, wals
- Jen taková hříčka, concertant intermezzo
- Jeder hat die Polka gern
- Kastaněty (castagnetten), paso-doble
- Skočná
- Svatbe Ve Zlate, polka

### Kamermuziek
- Berounské intrády, voor twee trompetten, hoorn en tuba
- Intrádu, voor fluit en piano